# Израел на Светском првенству у атлетици у дворани 2014.
Израел је учествовао на 15. Светском првенству у атлетици у дворани 2014. одржаном у Сопоту од 7. до 9. марта четрнаести пут. Репрезентацију Израела представљао је један атлетичар, који се такмичио у трци на 400 метара.,
На овом првенству Израел није освојио ниједну медаљу. Није било нових националних, личних и рекорда сезоне.

## Учесници
Мушкарци:
- Доналд Санфорд — 400 м

## Резултати

### Мушкарци
| Атлетичар      | Дисциплина | Лични рекорд | Квалификација | Квалификација | Полуфинале           | Полуфинале           | Финале               | Финале       | Детаљи |
| Атлетичар      | Дисциплина | Лични рекорд | Резултат      | Место         | Резултат             | Место                | Резултат             | Место        | Детаљи |
| -------------- | ---------- | ------------ | ------------- | ------------- | -------------------- | -------------------- | -------------------- | ------------ | ------ |
| Доналд Санфорд | 400 м      | 46,46 НР     | 47,90         | 5. у гр. 3    | Није се квалификовао | Није се квалификовао | Није се квалификовао | 22 / 25 (27) |        |